# Fédération française des sociétés d'assurances
Pour les articles homonymes, voir FFSA.
 (octobre 2016).
Si vous disposez d'ouvrages ou d'articles de référence ou si vous connaissez des sites web de qualité traitant du thème abordé ici, merci de compléter l'article en donnant les références utiles à sa vérifiabilité et en les liant à la section « Notes et références ».
La Fédération française des sociétés d'assurances (FFSA) était un regroupement de sociétés d'assurance mutuelle et des succursales de sociétés étrangères pratiquant l'assurance et la réassurance.
En juillet 2016, la FFSA fusionne avec le Groupement des entreprises mutuelles d’assurance (GEMA) au sein de la Fédération française de l’assurance (FFA).

## Histoire
La FFSA est constituée en 1937, sous la forme d'un syndicat professionnel, à l'initiative de Max Hermant. Dans le cadre des discussions paritaires du Front populaire, ce nouveau syndicat patronal doit représenter les intérêts des compagnies, mais aussi fédérer les groupements techniques de branches.
Parmi les anciens présidents de la FFSA, citons Pierre Moussa (entre 1966 et 1969), Denis Kessler (de 1998 à 2002), Gérard de La Martinière (de 2003 à 2008), Bernard Spitz (2008-2016).
Le 8 juillet 2016, la FFSA fusionne avec le Groupement des entreprises mutuelles d’assurance (GEMA) au sein de la Fédération française de l’assurance (FFA). Elle regroupe 231 entreprises représentant 90 % du marché français de l'assurance et près de 100 % de l'activité internationale des entreprises de ce marché[réf. nécessaire].

## Missions
Les sept missions de la FFSA : 
- Préserver l’ensemble du champ économique et social en relation avec les activités assurantielles
- Représenter l’assurance auprès des pouvoirs publics nationaux et européens, des institutions et des autorités administratives ou de place
- Offrir un lieu de concertation et d’analyse des questions financières, techniques ou juridiques
- Fournir les données statistiques essentielles de la profession
- Informer le public et les médias
- Promouvoir les actions de prévention
- Promouvoir la place de l’assurance dans le monde académique et la formation

## Présidence
Elle est présidée par Bernard Spitz de 2008 à 2016[réf. nécessaire].

## Activité de lobbying

### Auprès de l'Assemblée nationale
La FFSA est inscrite comme représentant d'intérêts auprès de l'Assemblée nationale. Elle déclare à ce titre en 2015 un budget global de 32 millions d'euros dont 32 000 euros de financement public, et indique que les coûts annuels liés aux activités directes de représentation d'intérêts auprès du Parlement sont compris entre 300 000 et 350 000 euros.

### Auprès des institutions de l'Union Européenne
La FFSA est membre de la Fédération française de l'assurance, inscrite depuis 2009 au registre de transparence des représentants d'intérêts auprès de la Commission européenne. Elle déclare en 2015 pour cette activité 7 collaborateurs à temps plein et des dépenses d'un montant de 900 000 euros.